# Шведков, Тихон Акимович
Тихон Акимович Шведков (13 августа 1903, Весёловский район, Ростовская область — 23 ноября 1947, Москва) — генерал-майор Советской Армии, участник Гражданской и Великой Отечественной войн.

## Биография
Тихон Шведков родился 13 августа 1903 года на территории современного Весёловского района Ростовской области. В 1918 году пошёл на службу в Рабоче-крестьянскую Красную Армию. Участвовал в боях Гражданской войны, в 1920 году был ранен.  
Служил в Особой кавалерийской дивизии. В 1935 году, как помощник командира дивизиона и участник Гражданской войны, награжденный в 1934 году в 15-ю годовщину Первой Конной армии орденом Красной Звезды в числе других ударников боевой подготовки участвовал в расчёте дивизии на Первомайском параде на Красной площади.
Окончил Военную академию имени М. В. Фрунзе.

Участник советско-финляндской войны 1939-1940 годов.

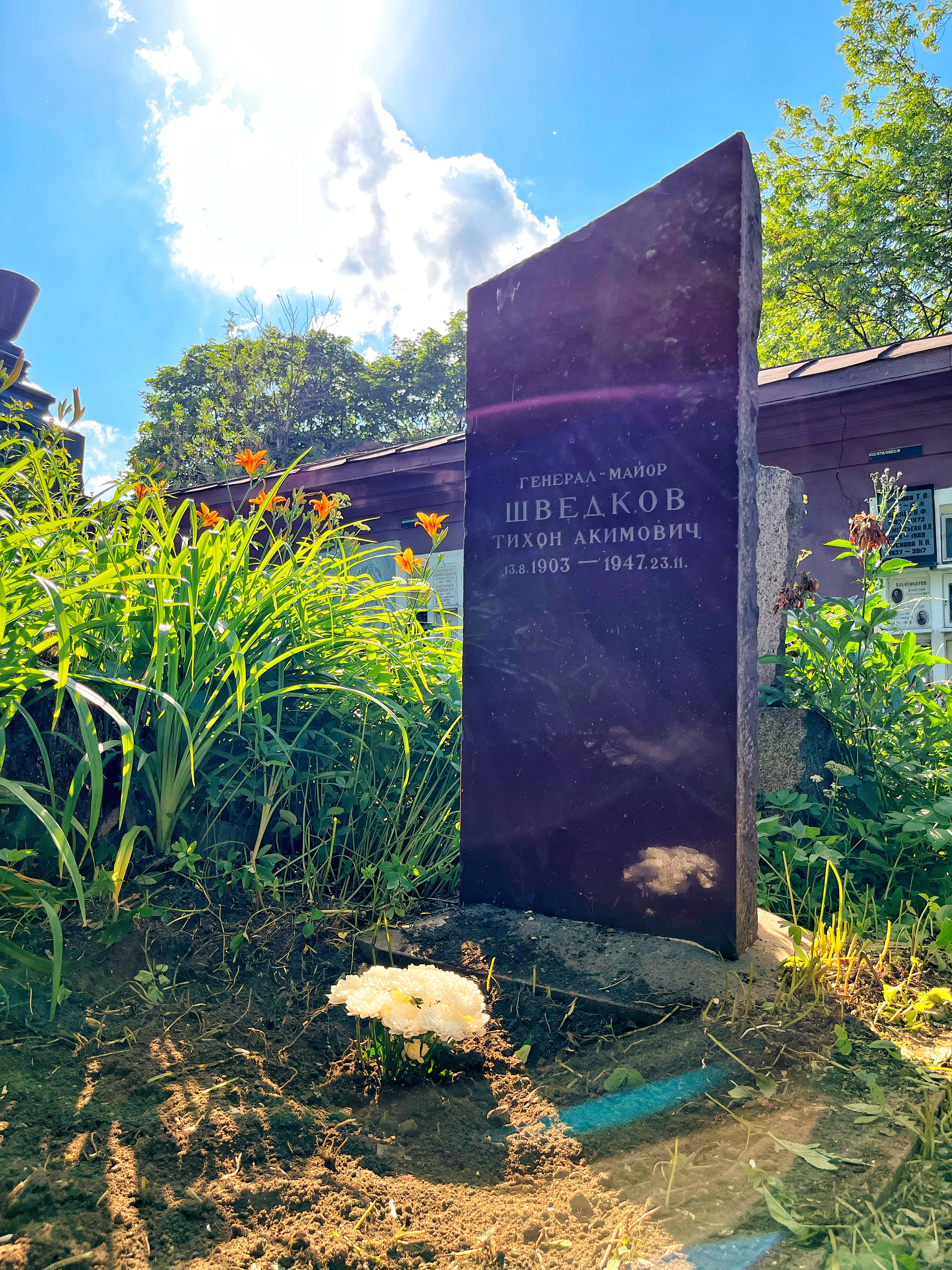
Могила Шведкова на Новодевичьем кладбище Москвы.

С начала Великой Отечественной войны — в действующей армии, командовал кавалерийским полком. В боях два раза был ранен (в том числе 8 июля 1941 года). Участвовал в Сталинградской битве, обороне Воронежа. Позднее полковник Шведков стал начальником курсов младших лейтенантов Донского фронта.
29 октября 1943 года Шведкову было присвоено звание генерал-майора, он был назначен начальником 2-го Тамбовского кавалерийского училища. Провёл большую работу по формированию училища, созданию материальной базы, организации учебного процесса и подготовке курсантов.
Скоропостижно скончался 23 ноября 1947 года, похоронен на Новодевичьем кладбище Москвы.
Был награждён орденом Ленина, тремя орденами Красного Знамени, орденами Отечественной войны 2-й степени и Красной Звезды, рядом медалей, а также орденом Британской Империи III степени.